# Конрад II (Бавария)
Вижте пояснителната страница за други личности с името Конрад II.
Конрад II, наричан също Конрад Детето или Конрад Баварски (на немски: Konrad II, Konrad das Kind, Konrad von Bayern; * септември/октомври 1052, Регенсбург; † 10 април 1055, Регенсбург) от Салическата династия, е от 1054 г. до смъртта си херцог на Бавария.

## Биография
Конрад е вторият син на император Хайнрих III и втората му съпруга Агнес Поатиенска.
Той умира на 10 април 1055 г. в Регенсбург. Брат му Хайнрих IV го препогребва по-късно в Харцбург в Долна Саксония, като през пролетта на 1074 г. е разрушен гроба му.